# Sabie de cavalerie, trupă, model 1906

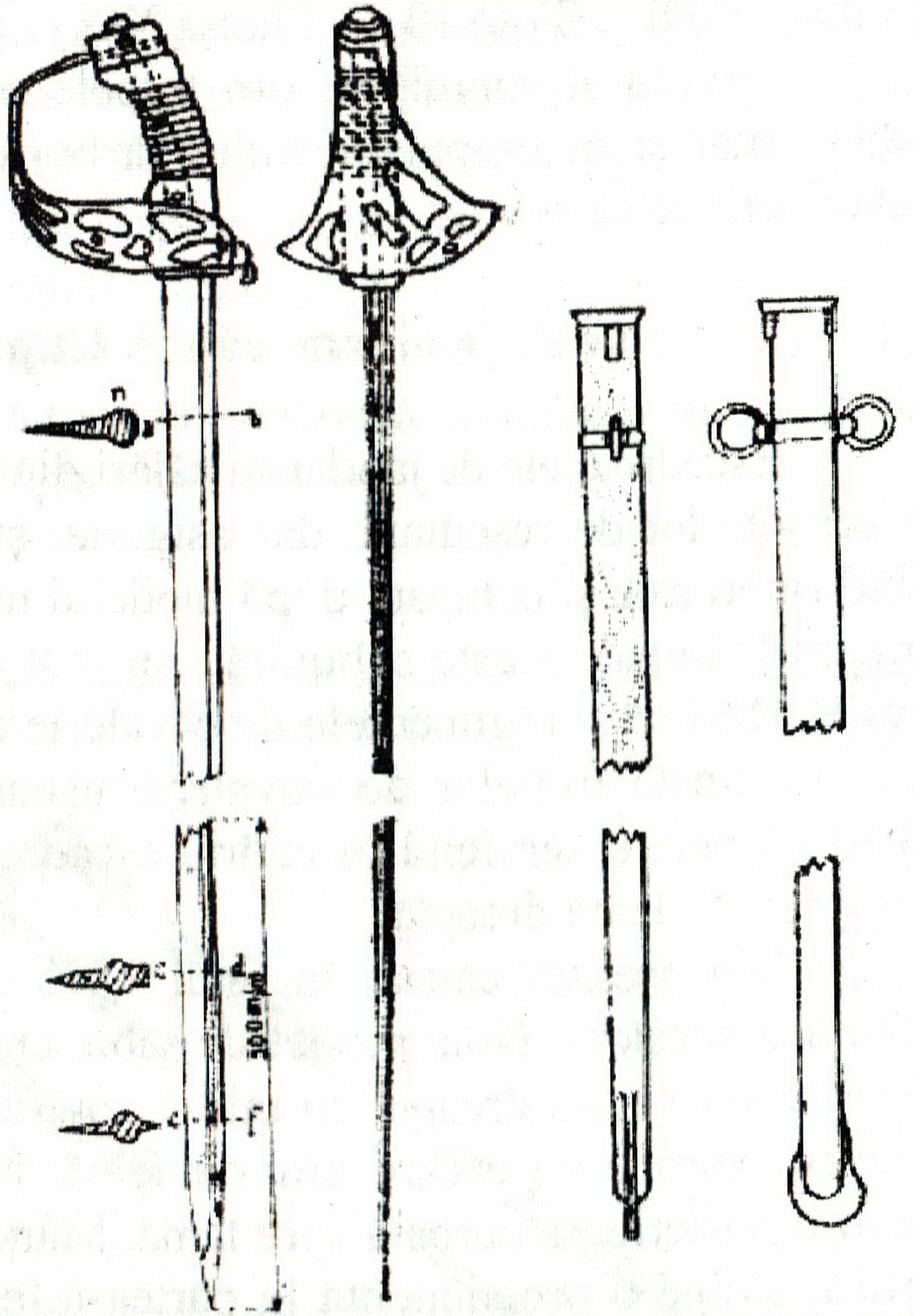
Detalii constructive

Sabia de cavalerie, trupă, model 1906 a fost o armă albă din categoria săbiilor, aflată în dotarea soldaților  Armatei României din arma cavaleriei, în Primul Război Mondial. Săbiile au fost fabricate de firma Alex Coppel din Solingen, rămânând în dotarea cavaleriștilor până după cel de-Al Doilea Război Mondial.
Sabia avea lamă dreaptă din oțel, prevăzută cu o nervură până la vârf, pe muchia netăioasă. Muchia netăioasă avea un contratăiș spre vârf, pe o treime din lungimea lamei. Garda era din tablă groasă de oțel, traforată cu trei ramuri exterioare și o ramură interioară, având la partea inferioară o scoică. Mânerul era confecționat din ebonită. Teaca era confecționată din tablă groasă de oțel, având o brățară și două inele pentru prindere. Săbiile aveau lama cu lungimea de 1000 mm sau 1080 mm.